# 도나리촌
도나리촌(土成村)은 도쿠시마현 아와군에 있던 촌이다. 1955년에 합병에 의해 이타노군 도나리정이 되어 소멸하였다.

## 역사
- 1889년 10월 1일 - 정촌제 시행에 의해 아와군 도나리촌이 성립하였다.
- 1955년 3월 31일 - 이타노군 고쇼촌과 합병해, 이타노군 도나리정이 되었다.

## 참고
- 『市町村名変還辞典』東京堂出版、1990年。
- 『最新ふるさとマップ』徳島新聞社発行、1982年。